# Ercheia semipallida
Ercheia semipallida là một loài bướm đêm trong họ Noctuidae.